# Made in China

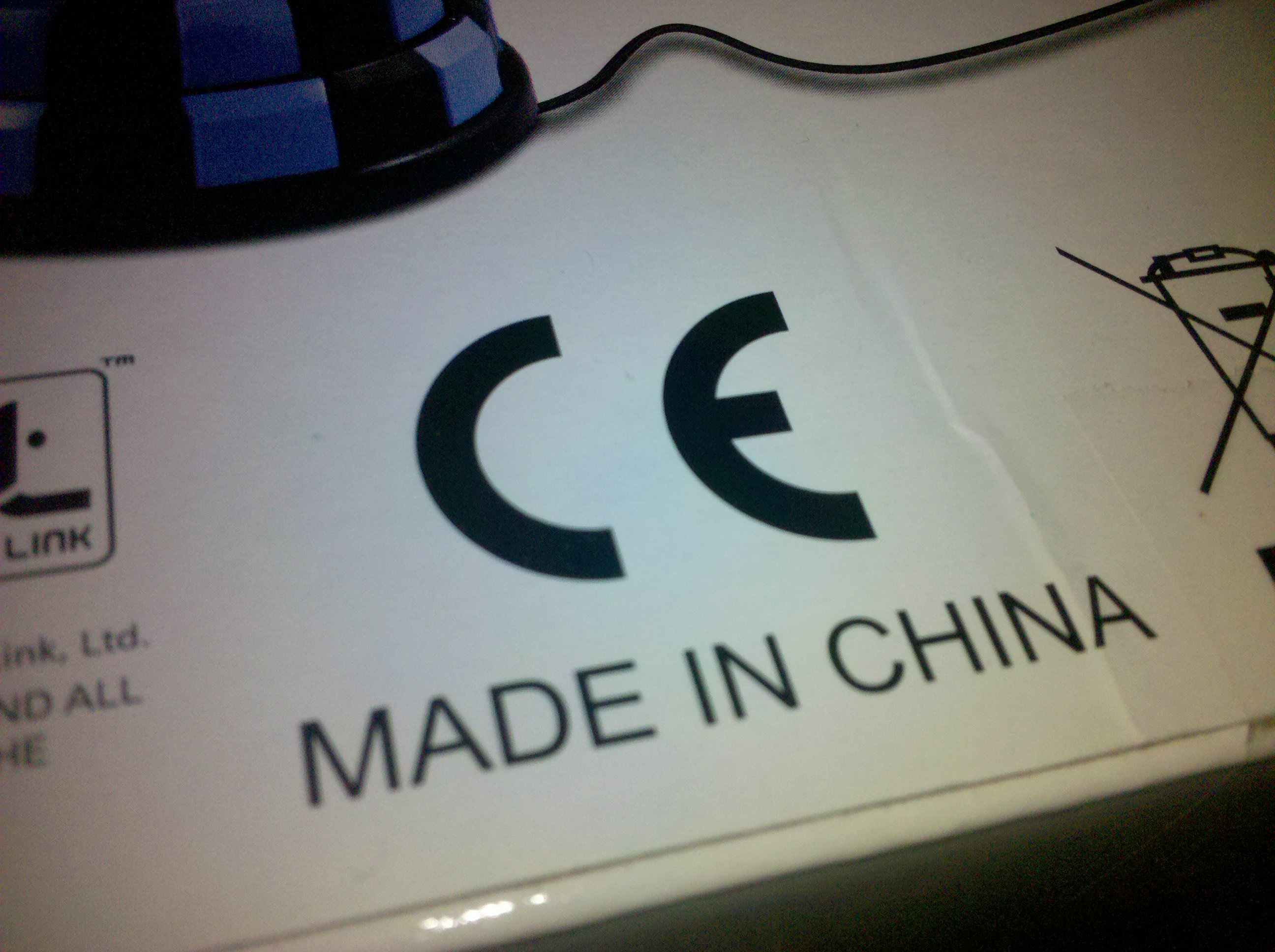
Eticheta Made in China și marcajul CE

Made in China sau "Made in P.R.C." (în chineza simplificată: 中国制造; chineza tradițională: 中國製造; transpunere pinyin: zhōngguó zhìzào; în limba română: Fabricat în China) este o etichetă atașată produselor fabricate în Republica Populară Chineză, în special zona continentală.

## Semnificația pe piață
Made in China este unul dintre cele mai cunoscute etichete la nivel mondial, datorită industriei mari și a dezvoltării rapide a Chinei. Țara este cel mai mare exportator din lume, iar Made in China poate fi citit pe o scară largă de produse, începând de la haine până la electronice.